# 街尾萬善祠
街尾萬善祠位於臺灣臺南市東山區，是有應公廟，但隨著信仰演變，已從陰神轉變成地方守護神的性質。主神被信徒稱為「阿萬伯仔」或「阿萬伯公」，其身分據說是過去計畫襲擊（或稱「劫富濟貧」）番社（東山區東中、東山、東正里一帶）的土匪。

## 沿革
傳說在清朝末年，身為土匪首領的「阿萬伯仔」計畫趁著東勢廣安宮依慣例在農曆九月十三日前往南鯤鯓代天府進香請火，「番社街」武陣盡出的空檔襲擊。但結果「 阿萬伯仔」跟他的部下們早到了一天，「番社街」人們都在街上，做前往南鯤鯓的準備，結果眾土匪反被近乎殲滅，「阿萬伯仔」也在混戰中喪命。
之後居民收屍掩埋，為求亡魂安寧不要擾亂，而在街尾池塘邊立萬善祠祭祀，並以其首領為主神，並以事發的九月十二日為例祭日。日後因為神蹟顯赫，除番社之外，店仔口（白河區）也有不少信徒。從例祭日前的一個月起，便有信徒的賀戲與謝戲接連上演，據說最多曾有26臺布袋戲同時上演。
二次大戰後，於民國66年（1977年）東山市場改建時，以陳明智為首的地方人士組成管理委員會發起重建。而在民國68年（1979年）起，廟方至少兩年舉行一次歌唱大賽以讓香火更集中。除此之外，陳明智在民國71年（1982年）獨資於東側水果行的2、3樓設立「阿萬伯圖書館」，兩年後（1984年）當地又成立以「阿萬伯」為名的「阿萬伯老人會館」。由此顯見「阿萬伯仔」的信仰已從有應公陰神信仰往地方守護神轉變。